# Macroteleia platensis
Macroteleia platensis är en stekelart som beskrevs av Juan Brèthes 1916. Macroteleia platensis ingår i släktet Macroteleia och familjen Scelionidae. Inga underarter finns listade i Catalogue of Life.